# Théâtre (édifice)
Pour les articles homonymes, voir Théâtre (homonymie).
Un théâtre est un bâtiment abritant une ou plusieurs salles de spectacle dans lesquelles se donnent des représentations d'œuvres dramatiques, lyriques, chorégraphiques, musicales, etc.

## Étymologie
Le mot « théâtre » vient du grec θέατρον, theatron, de théaô, « voir », qui désignait les gradins, l'endroit d'où les spectateurs pouvaient voir.

## Le théâtre antique[2]

### Le théâtre grec[3]

Théâtre d'Épidaure, Grèce.

L'ensemble du bâtiment théâtral grec comportait, outre l'hémicycle pour le public (le Theatron) :
– les parodos, chemin entre le theatron et le proskenion pour le passage du chœur et d'une partie des acteurs ;
– la thymélée, autel de Dionysos ;
– l'orchestre (orchestra), aire de jeu de 20 m de diamètre ;
– le proscénium (proskénion) où jouaient également les comédiens ;
– la scène (skénè) qui servait de coulisses et à entreposer les éléments de décors.

### Théâtre romain[3]

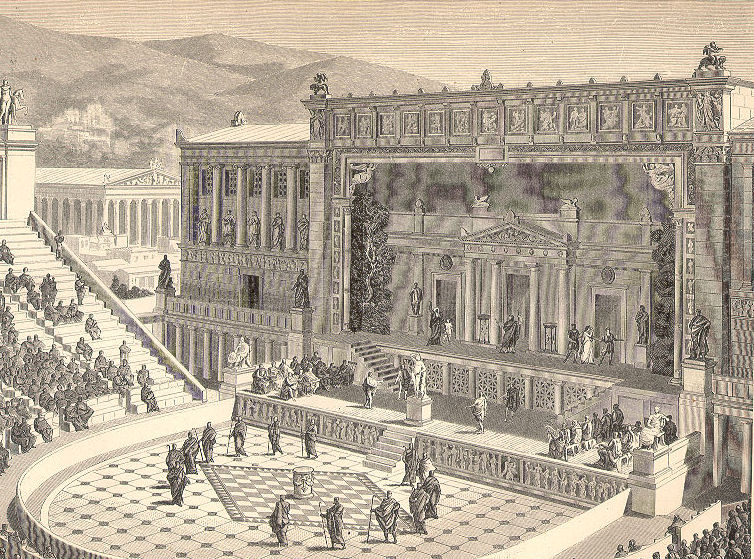
Théâtre romain à Athènes.

Le théâtre romain prend modèle sur le grec, à quelques différences notoires.

## Les théâtres européens[4]

### Théâtre élisabéthain

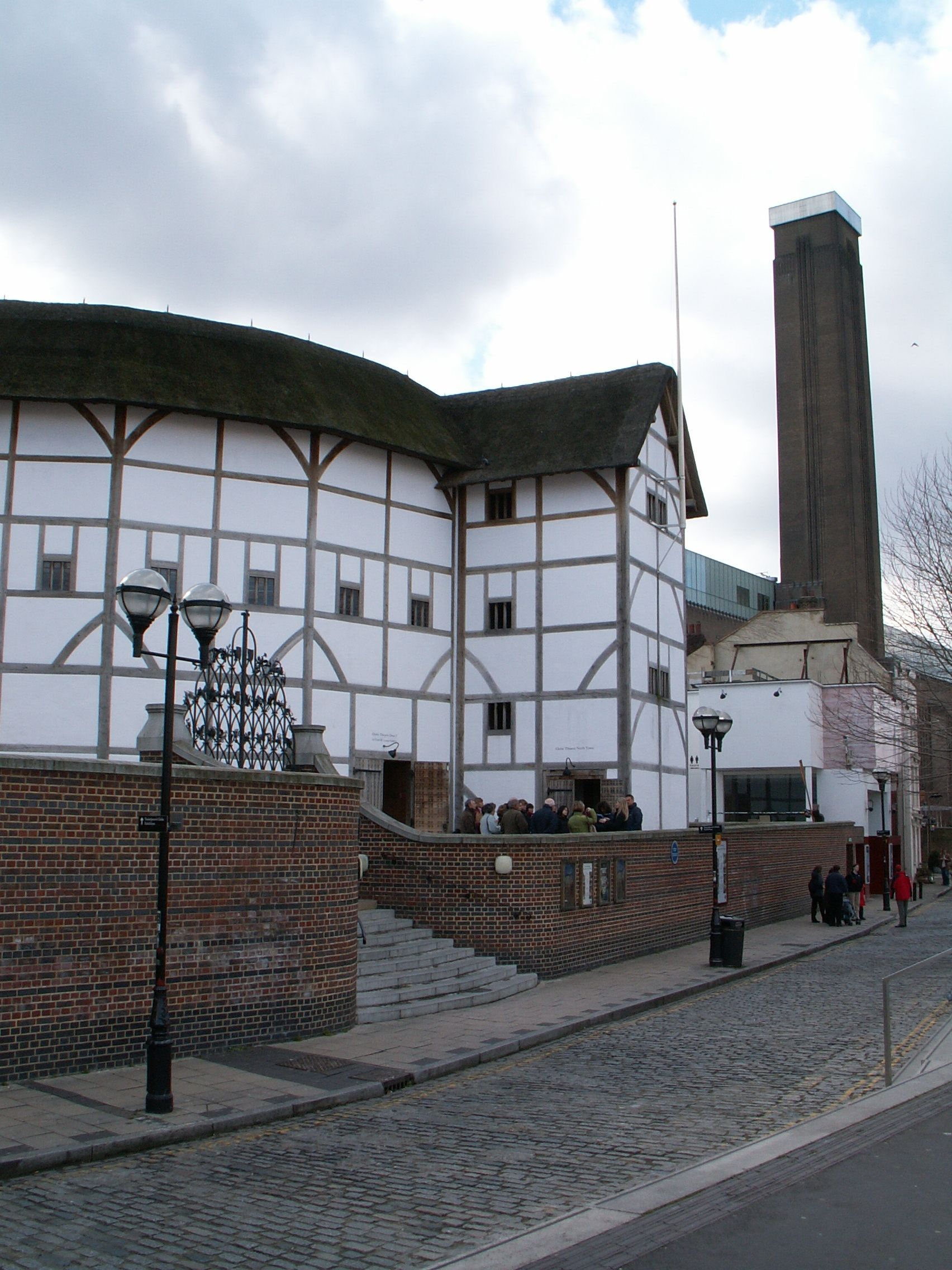
Le théâtre du Globe à Londres

Construit sur le modèle des auberges, le théâtre élisabéthain est une construction en rond et en bois (« wooden O » dit Shakespeare ), la scène et les places assises sont protégées par un toit, tandis que le parterre est à ciel ouvert.
L’acteur joue à la fois sur le balcon qui se trouve au-dessus de la scène et où se trouvent les musiciens (cette galerie peut symboliser un rempart, une tour, ou le célèbre balcon de Roméo et Juliette), la scène avancée permet à l’acteur d'établir un lien direct avec le public qui l'entoure de trois côtés : la proximité fait que l'action dramatique se déroule presque au milieu des spectateurs.
L’accès était ouvert à tous, mais les places étaient différentes selon la catégorie sociale du spectateur : les plus riches avaient des places assises, à l’abri et situées légèrement en hauteur ; les plus pauvres se trouvaient debout au parterre exposés aux intempéries, mais au plus près de la scène ; les Lords avaient leurs loges à côté des musiciens, ils assistaient donc au spectacle en voyant plutôt les acteurs de dos mais étaient eux-mêmes vus de tout le reste du public.

### Théâtre espagnol

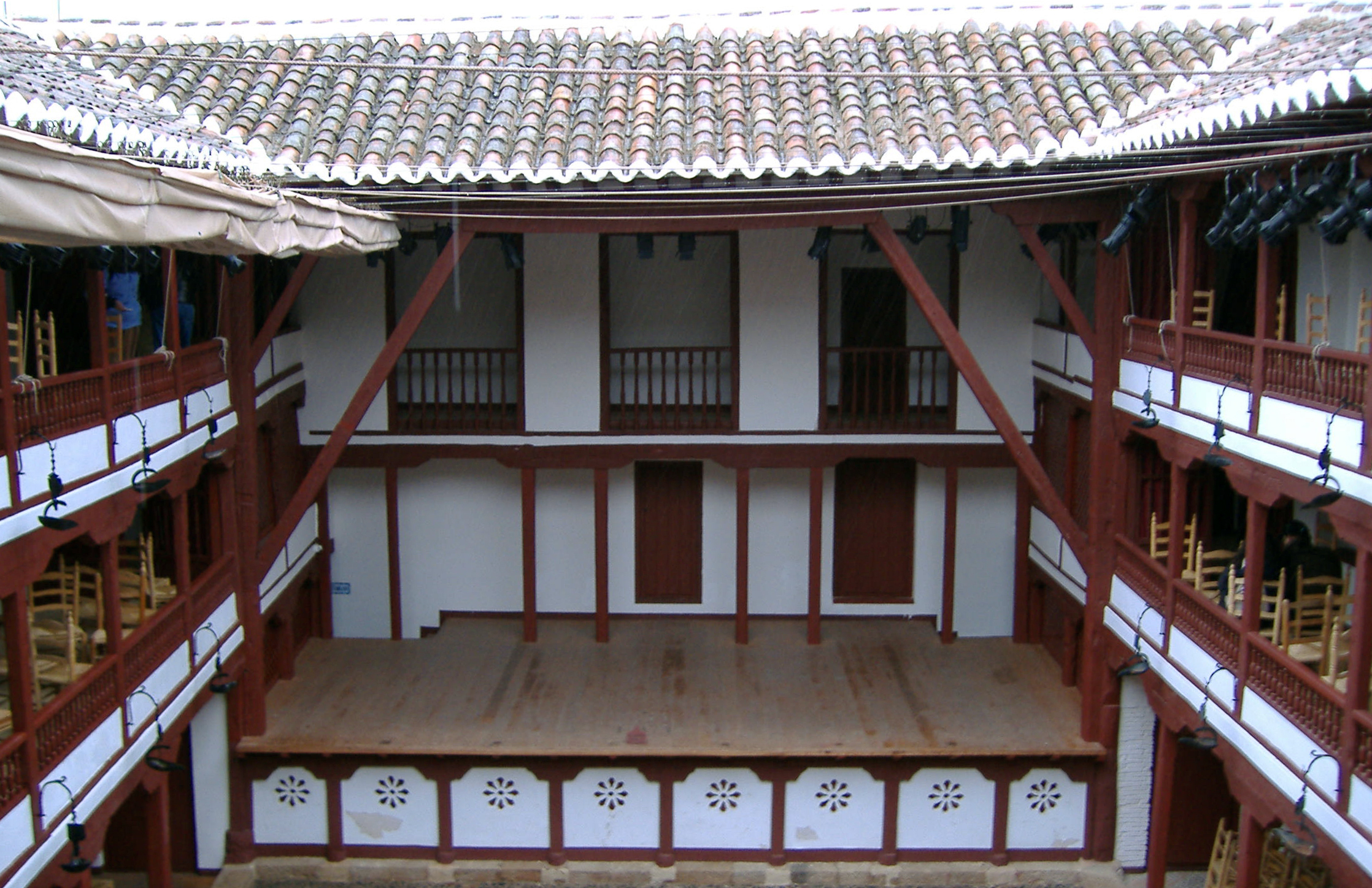
Le corral de comedias d'Almagro en Espagne

Les théâtres du Siècle d'or espagnol, appelés corrales de comedias, ressemblent aux théâtres élisabéthains, de par leur construction, leur organisation et leur disposition scénique.
Le corral de comedias est aménagé dans l’espace clos, rectangulaire et à ciel ouvert de la cour centrale d’un groupe de maisons. La scène est disposée à une extrémité ; des loges et des galeries sur plusieurs étages occupent les trois autres côtés. La scène et les galeries sont protégées par un toit en surplomb. La cour centrale, ou patio, forme un parterre à ciel ouvert.
Le placement des spectateurs dépendait de leur position sociale, mais aussi de leur sexe. Les hommes du peuple se tenaient debout dans le patio. Les femmes devaient s’asseoir dans la cazuela, une sorte de loge en hauteur, face à la scène. Les fenêtres grillagées et les balcons en étage des édifices attenants servaient de loges réservées aux familles les plus riches. Des sièges en gradins disposés le long des murs, sous ces loges, procuraient des places de catégorie intermédiaire.

### Théâtre à l'italienne

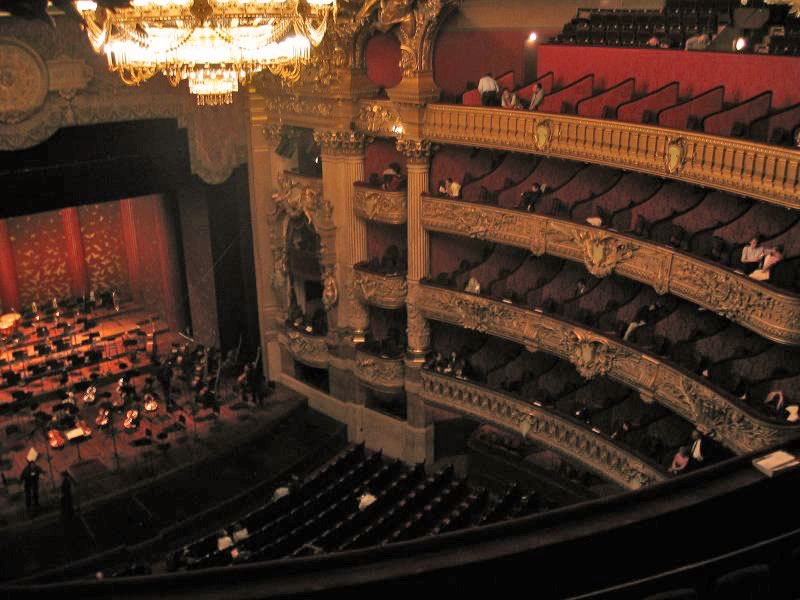
La salle à l'italienne de l'Opéra Garnier

C'est un bâtiment entièrement couvert dont le prototype est le teatro olimpico de Vicence, en Italie, bâti d'après les plans d'Andrea Palladio en 1580 et inauguré en 1585. Il s'est diffusé avec celui de Sabbioneta puis dans de grandes salles des palais princiers, comme le théâtre Farnèse, inauguré à Parme en 1619, pour des représentations privées, puis dans des bâtiments spécialement conçus pour être ouverts à un public issu de la bonne société et dont les places étaient payantes. C'est en plein centre de Venise qu'est apparu le premier théâtre de ce genre : le Teatro San Cassiano, édifié en 1637 puis démoli en 1812. Il fut un exemple rapidement suivi dans toutes les villes d'Italie puis de l'Europe entière.
Il diffère des gigantesques structures antiques par ses dimensions plus modestes permettant au public de percevoir bien plus en finesse le jeu des artistes et l'interprétation des œuvres musicales. Il applique un principe encore en usage de nos jours : des spectateurs assis face à la scène et ses décors.

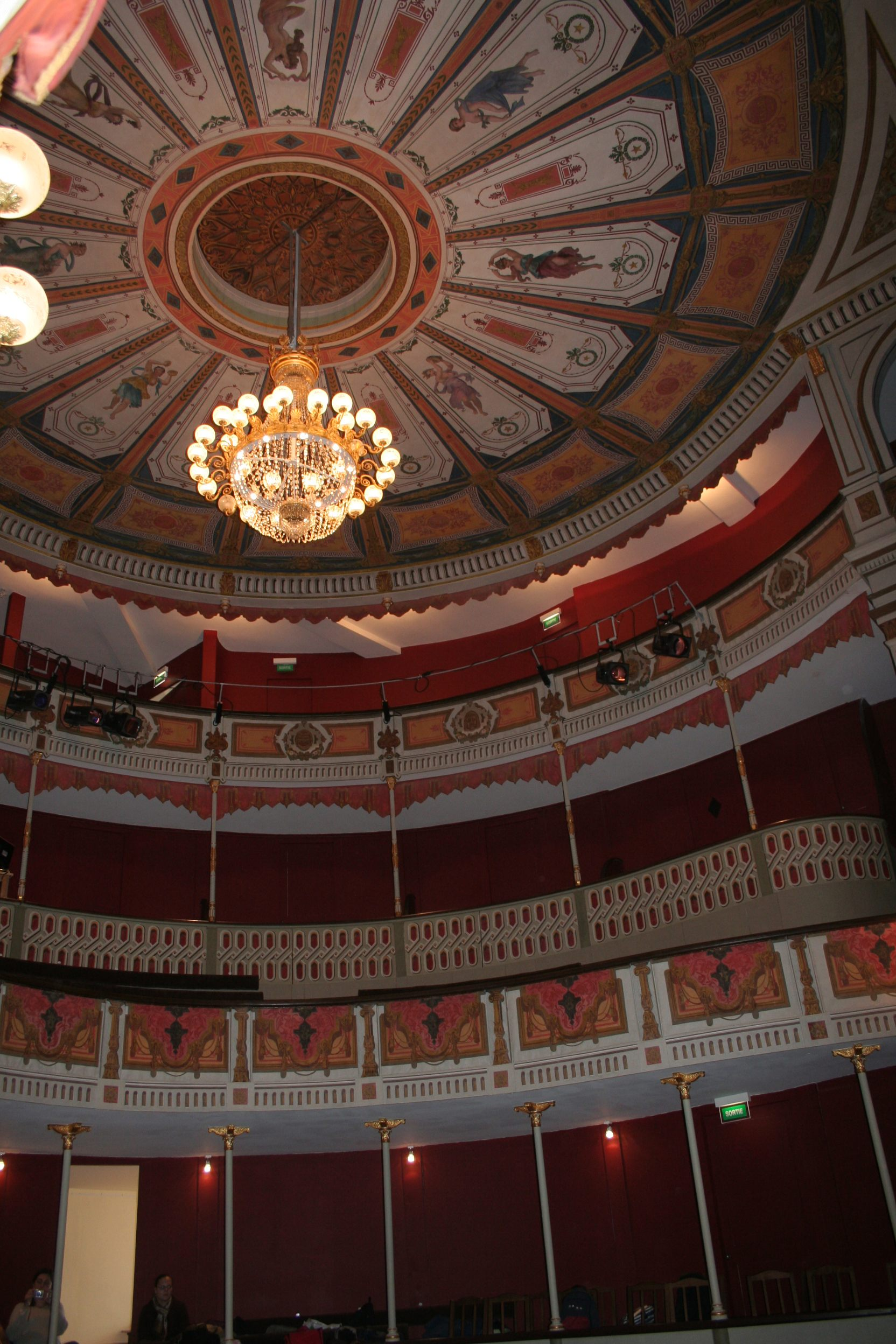
Superposition des balcons typique d'un théâtre à l'italienne (Intérieur du Théâtre de Gray).

Classiquement, la salle est structurée en plusieurs étages/balcons sur un plan ayant varié de forme entre le -U- et l'ovale tronqué qui délimitent architecturalement la largeur d'ouverture de la scène.
La scène à l'italienne est typiquement surélevée par rapport à la salle. La scène est aussi le centre d'un vaste volume en grande partie invisible du public : la « cage de scène », où sont aménagés différents espaces techniques recevant une  machinerie complexe permettant de produire des effets spéciaux ou décoratifs variés pour la mise en scène ou présentation adaptée, organisée pour chaque type d'œuvre ou genre de spectacle.
Sur la scène à l'italienne, le décor est conçu comme un tableau mis en relief par des plans successifs selon les lois de la perspective définies et appliquées par des scénographes tels que Sebastiano Serlio, Nicola Sabbattini, Francesco Galli da Bibiena, ce dernier étant le concepteur du point de fuite en oblique. Le plancher de scène avec une pente moyenne de 2 % (2 cm par mètre) à 5 % de la face vers le mur du lointain.
Ce genre de bâtiment est toujours doté d'une ou plusieurs salles pouvant recevoir les spectateurs avant les représentations et pendant les entractes du spectacle : vestibule, foyers du public, etc.

## Le théâtre asiatique

### Théâtre japonais[8]

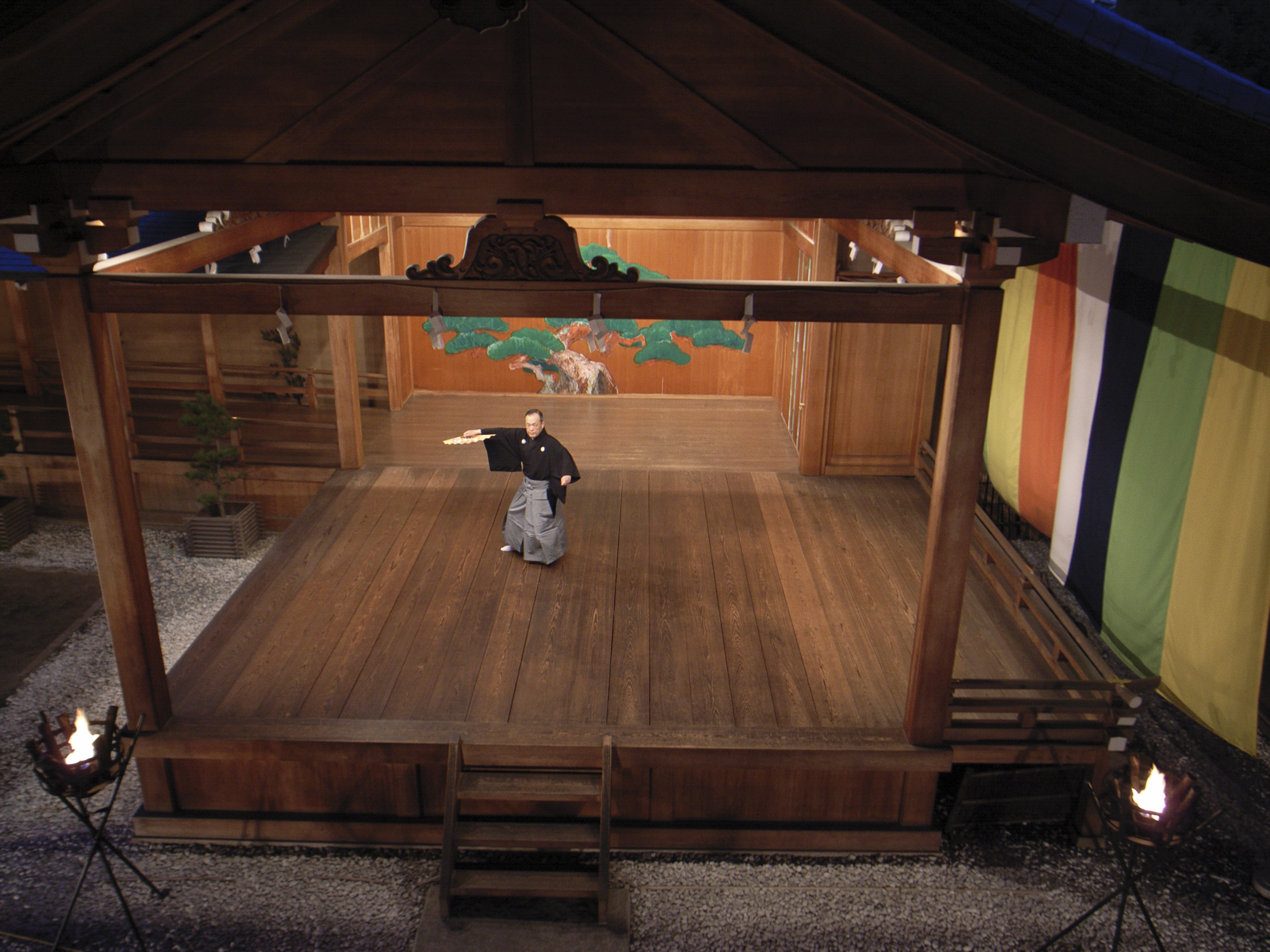
Scène de nô

La scène du théâtre nô procède du dispositif chinois : un quadrilatère à peu près nu (excepté le kagami-ita, peinture d'un pin au fond de la scène) ouvert sur trois côtés entre les pilastres de cèdre qui en marquent les angles. Le mur à droite de la scène est appelé kagami-ita, tableau-miroir. Une petite porte y est ménagée pour permettre l'entrée des musiciens et du chœur. La scène, surélevée, est toujours surmontée d'un toit, même en intérieur, et entourée au niveau du sol de gravier blanc dans lequel sont plantés de petits pins au pied des piliers. Sous la scène se trouve un système de jarre de céramique amplifiant les sons lors des danses. Les détails de ce système sont l'apanage des familles de constructeurs de scènes de nô.
L'accès à la scène se fait pour les acteurs par le hashigakari, passerelle étroite à gauche de la scène, dispositif adapté ensuite au kabuki en Chemin des fleurs (hanamichi). Considéré comme partie intégrante de la scène, ce chemin est fermé côté coulisses par un rideau à cinq couleurs. Le rythme et la vitesse d'ouverture de ce rideau donne au public des indications sur l'ambiance de la scène. La longueur du hashigakari impose des entrées spectaculaires. Cet élément ainsi que les propriétés de résonance de la scène obligent les acteurs à utiliser un pas glissé particulier, sans choc des pieds sur le sol et les hanches très basses.
Du fait de la large ouverture de la scène, le public est disposé pratiquement sur trois côtés. De ce fait, l'acteur doit prêter une attention particulière à son placement. Les masques limitant sévèrement son champ de vision, l'acteur utilise le pilier avant gauche de la scène pour se positionner.